# Nils Stödberg
John Nils Lennart Stödberg, född 9 september 1919, död 14 december 2013 i Eds församling, Upplands Väsby, var en svensk skådespelare, konstnär och illustratör. 
Stödberg var en flitig illustratör av framför allt litteratur. Han kom att illustrera över 150 böcker, framför allt omslag; däribland böckerna om jägaren Bäcka-Markus. Stödberg gjorde även illustrationer på porslin.

## Teater

### Roller (ej komplett)
| År   | Roll                             | Produktion                                              | Regi          | Teater              |
| ---- | -------------------------------- | ------------------------------------------------------- | ------------- | ------------------- |
| 1955 | Adam, fågelhandlare från Tyrolen | Fågelhandlaren Carl Zeller, Moritz West och Ludwig Held | Thure Carlman | Fredriksdalsteatern |